# シュタイエルスカ地方

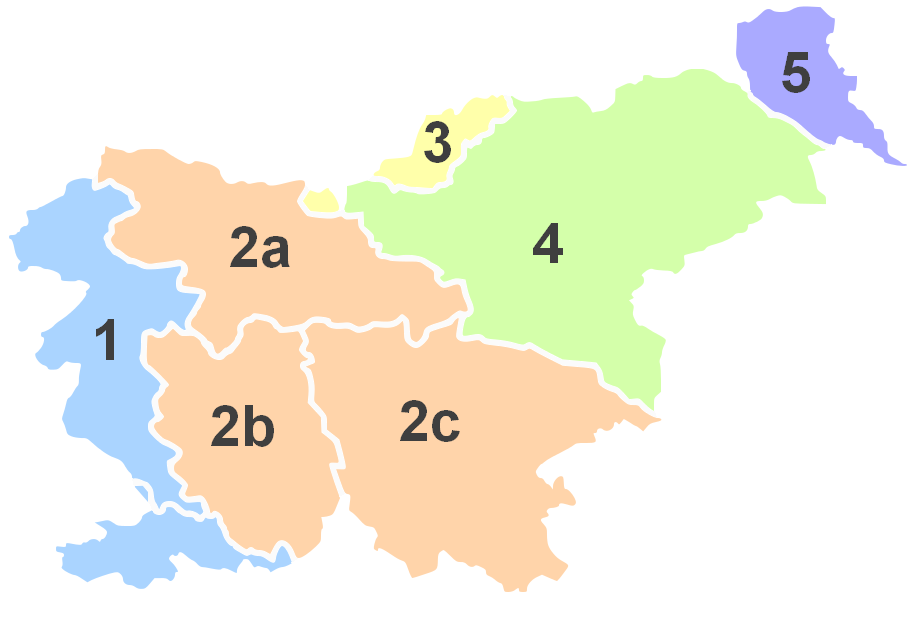
北東の4がシュタイエルスカ地方（水色）

シュタイエルスカ地方（Štajerska）は、スロベニアの北東に位置する伝統的な地方の一つ。行政単位としての意味は持たない。
オーストリア＝ハンガリー帝国のシュタイアーマルク公国の一部であったが、1918年の帝国崩壊後は、旧シュタイアーマルク州の北部が現在のオーストリアのシュタイアーマルク州となり、南部がユーゴスラビア王国に割譲された。この南部がシュタイエルスカ地方である。
「シュタイエルスカ」とは、ドイツ語では「シュタイアーマルク」と呼ぶ地名のスロベニア語での呼び名である。
シュタイエルスカ地方は、オーストリアの上（高地）シュタイアーマルク（シュタイアーマルク州）に対して下（低地）シュタイアーマルク（Spodnja Štajerska, ドイツ語: Untersteiermark）とも呼ばれる。
この地方は白ワインの産地として有名である。

## 主な自治体
- マリボル
- ツェリェ
- プトゥイ